# Barrie Carriage
Barrie Carriage Co. war ein kanadischer Hersteller von Automobilen.

## Unternehmensgeschichte
Das Unternehmen wurde 1903 in Barrie zur Produktion von Kutschen gegründet. 1915 beschloss der Leiter Simon Dyment, Automobile herzustellen. Mit einer Lizenz von Bell Motor Car Company aus den USA begann 1916 die Produktion. Der Markenname lautete zunächst wie beim Lizenzgeber Bell, ab 1918 Barrie. 1920 endete die Produktion. Insgesamt entstanden zwischen 20 und 40 Fahrzeuge. Als die Bank während der Depression 1920 ihre Kredite zurückforderte, war das Unternehmen insolvent und wurde aufgelöst.

## Fahrzeuge
Die Fahrzeuge entsprachen weitgehend den Bell-Modellen. Allerdings trieb ein Einbaumotor von Lycoming die Fahrzeuge an.